# Guillaume Groen van Prinsterer

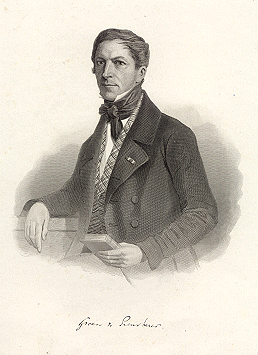
Guillaume Groen van Prinsterer

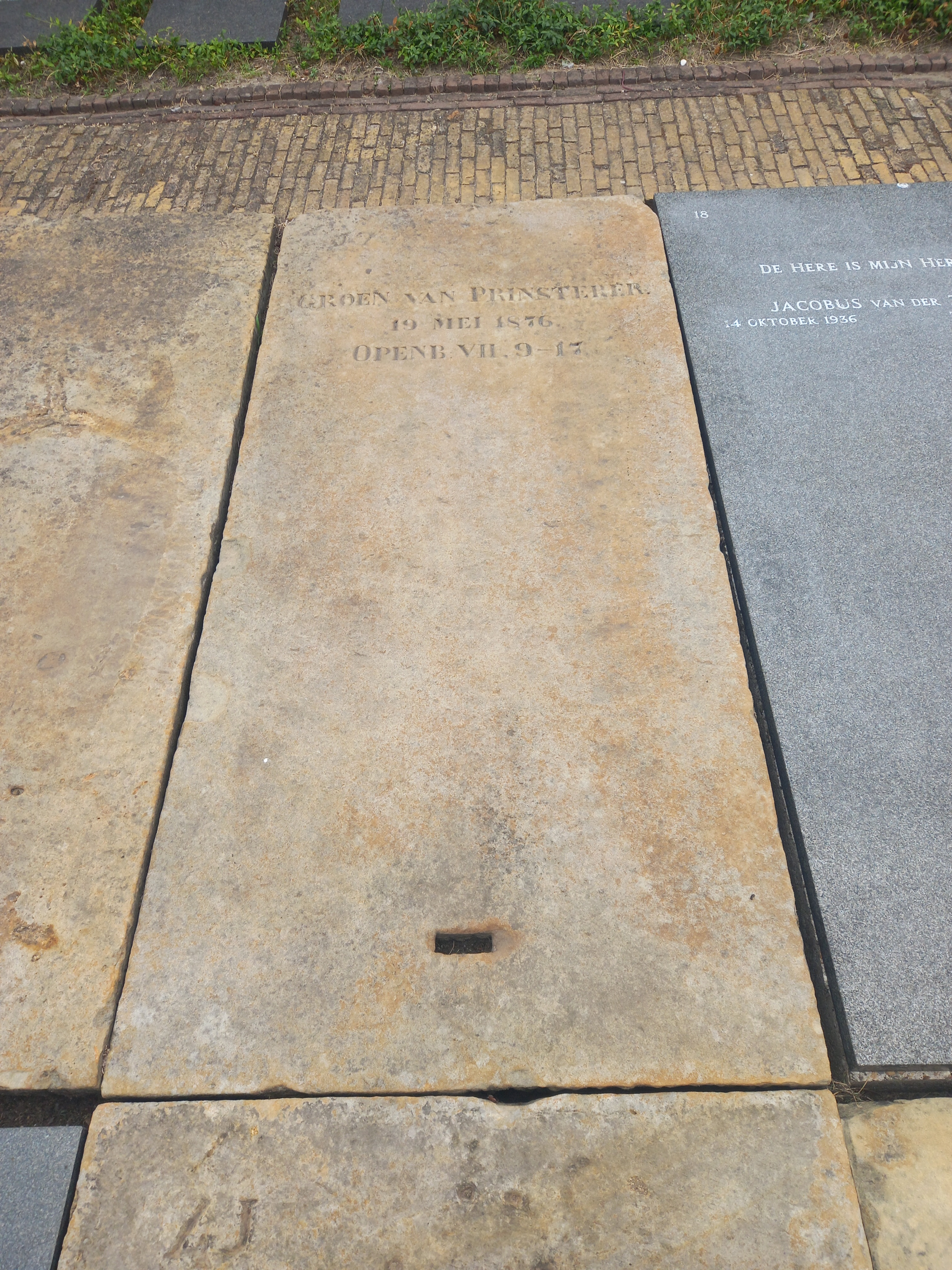
Das Grab von Guillaume Groen van Prinsterer auf dem Friedhof "Ter Navolging" in Scheveningen

Guillaume Groen van Prinsterer (* 21. August 1801 in Voorburg; † 10. Mai 1876 in Den Haag) war ein niederländischer Staatsmann, Geschichtsschreiber und Publizist. Auf ihn beziehen sich noch heute streng-protestantische Richtungen in der niederländischen Politik, vor allem die ChristenUnie.
Er besuchte das Gymnasium in Den Haag und studierte in Leiden Jurisprudenz. Seitdem vorzugsweise mit historischen und politischen Studien beschäftigt, ließ er als deren erstes Erzeugnis Verspreide geschriften (Den Haag 1826, Teil 1) erscheinen. 1829 wurde er zum Kabinettssekretär des Königs ernannt, aber 1833 auf seinen Wunsch aus dieser Stellung entlassen, um sich in völlig freier Muße umfassenden geschichtlichen Arbeiten widmen zu können. So erschienen die Archives, ou correspondance inédite de la maison d’Orange-Nassau (Leiden 1835–1864, 1. Serie: 10 Bände, 2. Serie: 5 Bände). Daneben schrieb er ein umfassendes Handboek der geschiedenis van het vaderland (Amsterdam 1874, 4 Bände).
Die kirchlichen und politischen Tagesfragen nahmen in nicht geringerem Grad als die Vergangenheit seines Vaterlandes sein Interesse in Anspruch. Schon damals bekannte sich Groen van Prinsterer zur „Antirevolutionären Partei“, die auch in der Politik die Grundsätze strengen Christentums durchgeführt sehen wollte und überall an den historischen Grundlagen des Bestehenden festhielt. 1840 schrieb er in diesem Sinn Bijdrage tot herziening der grondwet in nederlandschen zin. Im selben Jahr wurde Groen zum Abgeordneten gewählt. Als eine Art politischen Glaubensbekenntnisses erschien das Werk Ongeloof en revolutie (Den Haag 1847). Mit „Partei“ meinte Groen van Prinsterer damals noch eine politische Richtung und höchstens eine Zusammenarbeit von Parlamentariern; die eigentliche Antirevolutionäre Partei wurde erst 1879 gegründet.
In die Verfassungskämpfe der Jahre 1848 und 1849 und in die sich vollziehende Umgestaltung des öffentlichen Lebens griff Groen durch Flugschriften wie Verscheidenheden van staatsregt en politiek und Grondwetsherziening en eensgezindheid bestimmend ein. Von 1849 bis zum April 1865, als er freiwillig zurücktrat, war er fast ununterbrochen Mitglied der Zweiten Kammer und Hauptvorkämpfer seiner Partei. Für weitere Kreise gab er seinen Ideen in der Zeitung De Nederlander, deren Leitung von 1850 bis 1855 fast ausschließlich seinen Händen anvertraut war, einen Ausdruck. Daneben legte er seine Ansichten in zahlreichen Flugschriften nieder, welche teilweise, wie die unter dem Titel: Vrijheid van christelijk national onderwijs, in verband met scheiding van kerk en staat (Amsterdam 1864) erschienene, von ansehnlichem Umfang sind. Außerdem gab er auch in einer langen Reihe Parlementaire studiën en schetsen (Amsterdam 1865–1867, 3 Bände) heraus.
Gesinnungsgenossen sah Groen in Friedrich Julius Stahl und seinen Anhängern, wie etwa auch Ernst Ludwig von Gerlach: im Innern bekämpfte er, wie diese, den Liberalismus; nach außen wollte er die Vereinbarungen des Wiener Kongresses als einzigen Schutz für die Unabhängigkeit kleiner Staaten aufrechterhalten wissen. Umso schmerzlicher wurde er berührt, als die aus dieser Richtung hervorgegangene Bismarck-Regierung Preußens 1864 Dänemark und 1866 Österreich besiegte und die bestehenden Zustände vollständig umwandelte. Diesem Schmerz und seinen Besorgnissen von der Zukunft gab er in seinen Schriften La Prusse et les Pays-Bas. À mes amis de Berlin und L’empire prussien et l’apocalypse. À mes amis de Berlin (Amsterdam 1867) Ausdruck. Daneben bekämpfte er das niederländische Schulgesetz, welches den Religionsunterricht ganz aus der Volksschule verbannt hatte. Sein letztes historisches Werk war Maurice et Barnevelt. Étude historique (Utrecht 1875) über Moritz von Oranien und Johan van Oldenbarnevelt.
Seit 1830 gehörte er der Königlich Niederländischen Akademie der Wissenschaften (KNAW) als korrespondierendes und seit 1851 als ordentliches Mitglied an. Seit Dezember 1840 war er Mitglied der Académie royale de Bruxelles.